# Chlamydomonas dangeardii
Chlamydomonas dangeardii là một loài tảo trong họ Chlamydomonadaceae, thuộc chi Chlamydomonas.